# وارسه، استونی
وارسه، استونی (به لاتین: Varese, Estonia) یک روستا در استونی است که در دهستان سومرپالو واقع شده‌است.